# Ricardo Jorge dos Santos Dias
Ricardo Jorge dos Santos Dias (Aveiro, 25 febbraio 1991) è un calciatore portoghese, centrocampista dell'Alverca.

## Caratteristiche tecniche
È un centrocampista difensivo.

## Carriera

### Nazionale
Ha giocato nelle nazionali giovanili portoghesi Under-17, Under-18 ed Under-19.
Ha partecipato ai Mondiali Under-20 del 2011.

## Palmarès

### Club

#### Competizioni nazionali
- Liga 3: 1

Alverca: 2023-2024